# Ods kyrka
Ods kyrka är en kyrkobyggnad i södra delen av Herrljunga kommun. Den tillhör sedan 2021 Herrljungabygdens församling (tidigare Ods församling)  i Skara stift.

## Kyrkobyggnaden
Kyrkan är uppförd i sten på en mindre höjd. Den består av ett långhus med tresidigt kor i öster. Vid södra långväggen finns ett vapenhus av sten och vid västra kortväggen ett mindre vapenhus av trä med stående lockläktpanel. Norr om koret finns en sakristia av sten. Alla byggnadsdelar täcks av spånklädda sadeltak. Fasaden är spritputsad med vit slamfärg. De romanska fönstren är tätspröjsade med gråmålade bågar. Innertaket är platt.

### Byggnadshistoria
- Nord- och sydmurarna och det ursprungliga kvadratiska koret, där östmuren är bevarad, tillkom på 1100-talet.
- Det södra vapenhuset byggdes under senmedeltiden.
- Klockstapeln uppfördes 1739 och i den hänger två klockor.
- 1743 förlängdes långhuset åt väster och ett vapenhus uppfördes vid västra kortsidan av en byggmästare Sven Söderberg.
- 1758 revs det gamla korets norr- och södermurar varvid det nuvarande tresidiga koret tillkom och långhuset byggdes till i öster. Dessutom uppfördes nuvarande sakristia.
- 1810 byggdes nuvarande vapenhus i trä i väster och fönstret i norra fasaden togs upp 1811.
- 1865 genomfördes en större renovering.
- 1915 restaurerades kyrkan under ledning av Anders Roland. Man fann då fragment av kalkmålningar från 1200-talet på den norra väggen och från 1500-talet på den södra.
- Efter 1950 års genomgripande restaurering återinvigdes kyrkan den 8 oktober 1950.

## Inventarier

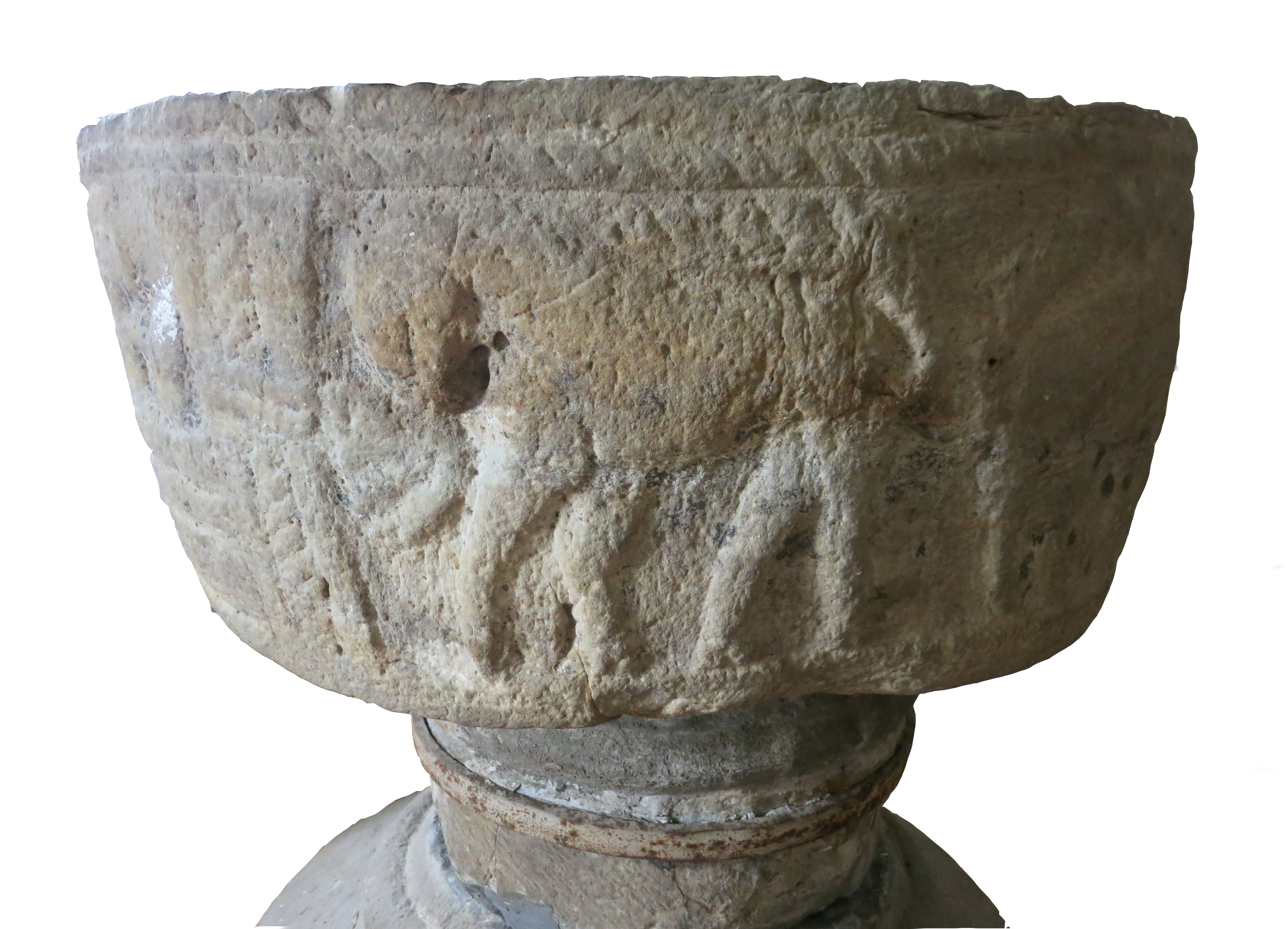
Dopfunten.
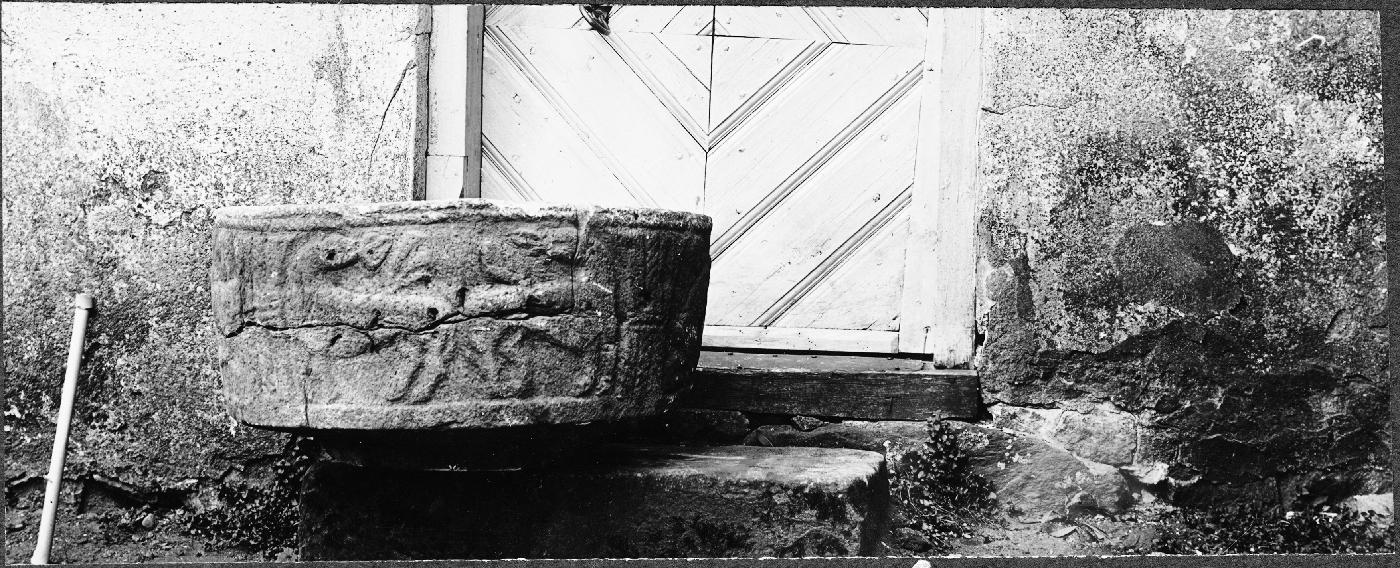
Dopfunten med de inbördes frånvända djuren.
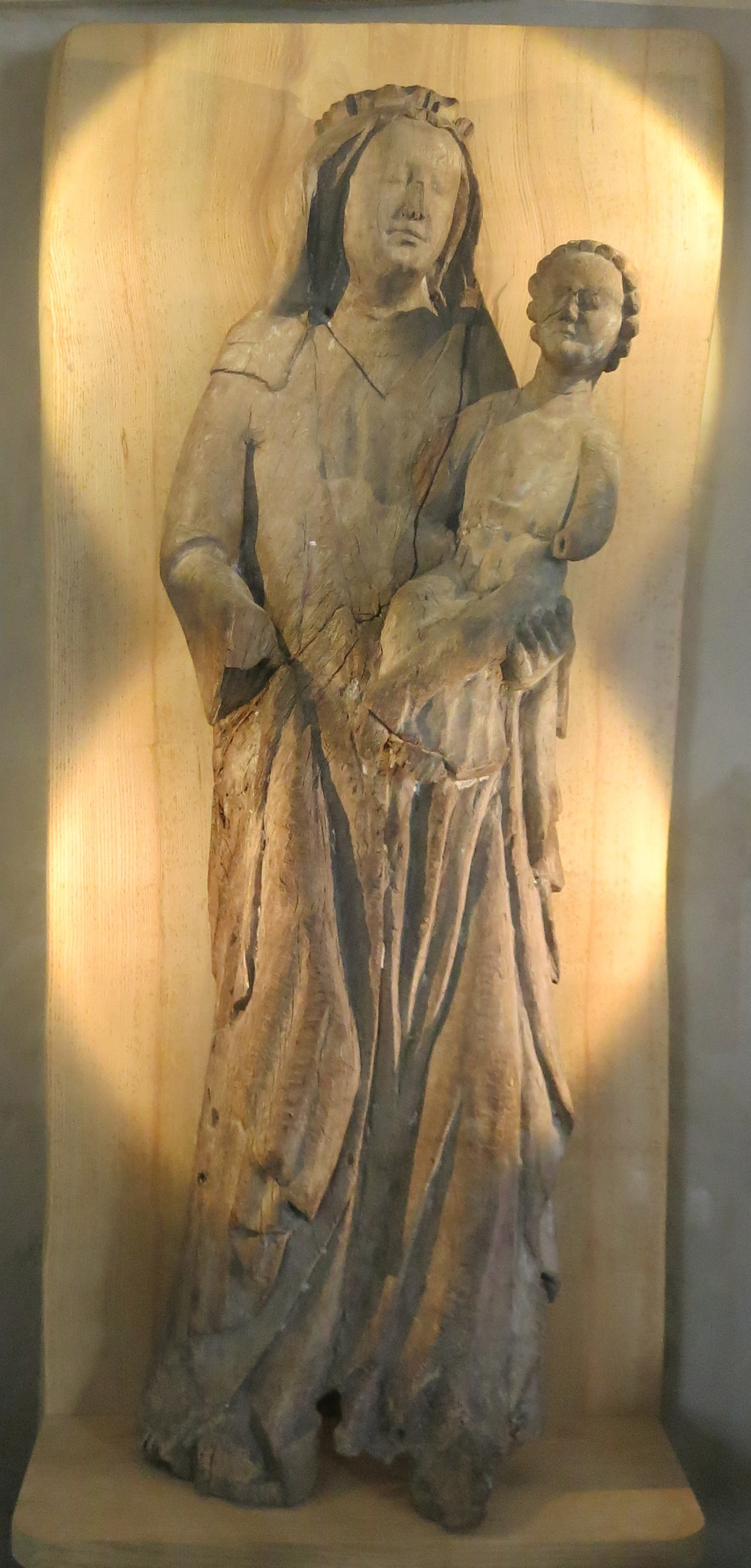
Trämadonna.
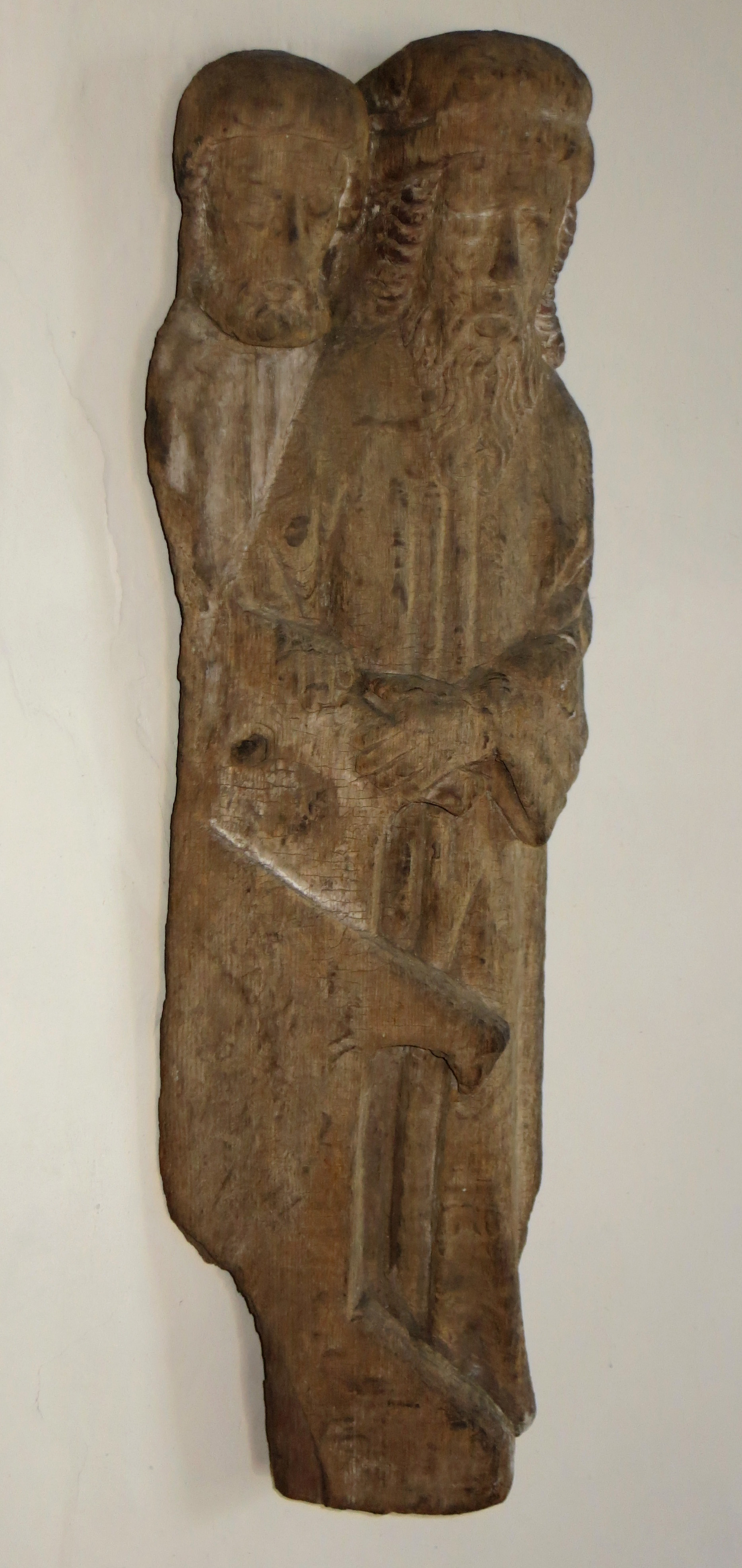
Trästatyett.

- Dopfunt av sandsten från 1100-talet tillverkad i två delar och tillhörig en grupp som döpts efter funten i Molla kyrka, vilka alla är försedda med djurfigurer. Höjd: 94 cm. Cuppan är cylindrisk med svagt buktande sidor. Undersidan är nästan plan och avslutas med ett skaft. Cuppan har vid randen en spetsflikkrage. På livet finns figurfält med följande motiv: 1) Två inbördes frånvända djur med svansar och över det högra ett kors. 2) Liknande djur fast vända mot varandra. 3) Knäböjande man framför en gestalt med biskopsstav. 4) Tre gestalter. En tolkning av bilderna är att de skulle illustrera berättelser om Sankt Nikolaus. Foten är klumpig med en rundad skiva som skrånar uppåt. På översidan finns en svagt markerad repstav. Centralt uttömningshål. Mycket omfattande skador med sprickor och vittring.  Enligt antikvarien Otto Janse har den stora likheter med de funtar man finner i södra och mellersta England, bland annat i katedralen i Winchester.[1]
- En stående madonnaskulptur från omkring 1500 utförd i ek. Höjd 153 cm. Den förvarades tidigare i Borås museum.[2]
- Altartavlan i relief inköptes 1695, men är ursprungligen ett mellaneuropeiskt 1400-tals barockarbete, och skildrar Jesu nedtagande från korset. Den ommålades 1814 i vitt och guld, men återställdes till sitt ursprungliga skick 1950.
- Predikstolen tillverkades 1717 av bildhuggare Bengt Wedelin från Borås. På dess baldakin finns fyra trumpetspelare och längst upp Kristus med segerfanan. År 1863 flyttades predikstolen från kyrkorummets södra sida till dess norra.
- En mässingsbeslagen bibel tryckt 1541, som restaurerades 1944.

### Klockor
- Storklockan är senmedeltida och har en inskription med egendomlig gotisk skrift där orden åskiljs av nio hjulkors. En föreslagen tolkning: anno domini 1502 [?] sancta anna ... ies[vs] help os.[3]
- Lillklockan är gjuten 1701 av Gerhard Meyer i Stockholm.

### Orgel
Orgeln, tillverkad 1984 av Tostareds Kyrkorgelfabrik, har fjorton stämmor fördelade på två manualer och pedal. Fasaden är ljudande med nya pipor i den gamla fasaden från 1926.

## Bilder

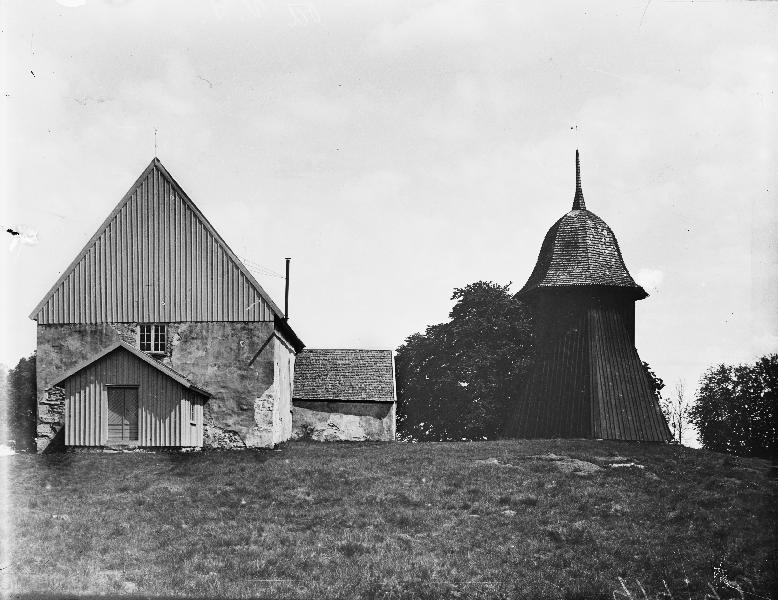
Kyrkan och klockstapeln på foto omkring 1900.
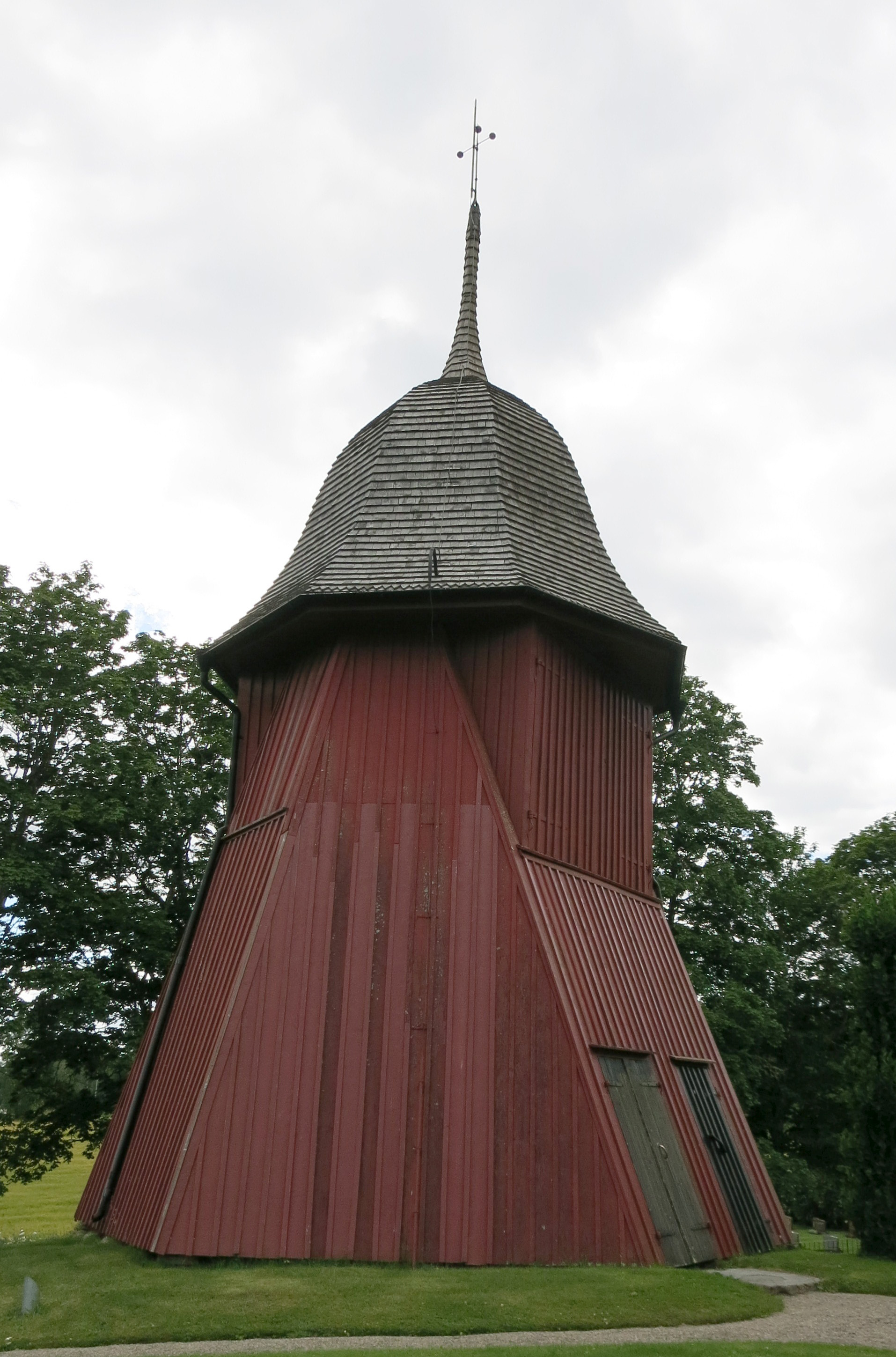
Klockstapeln.
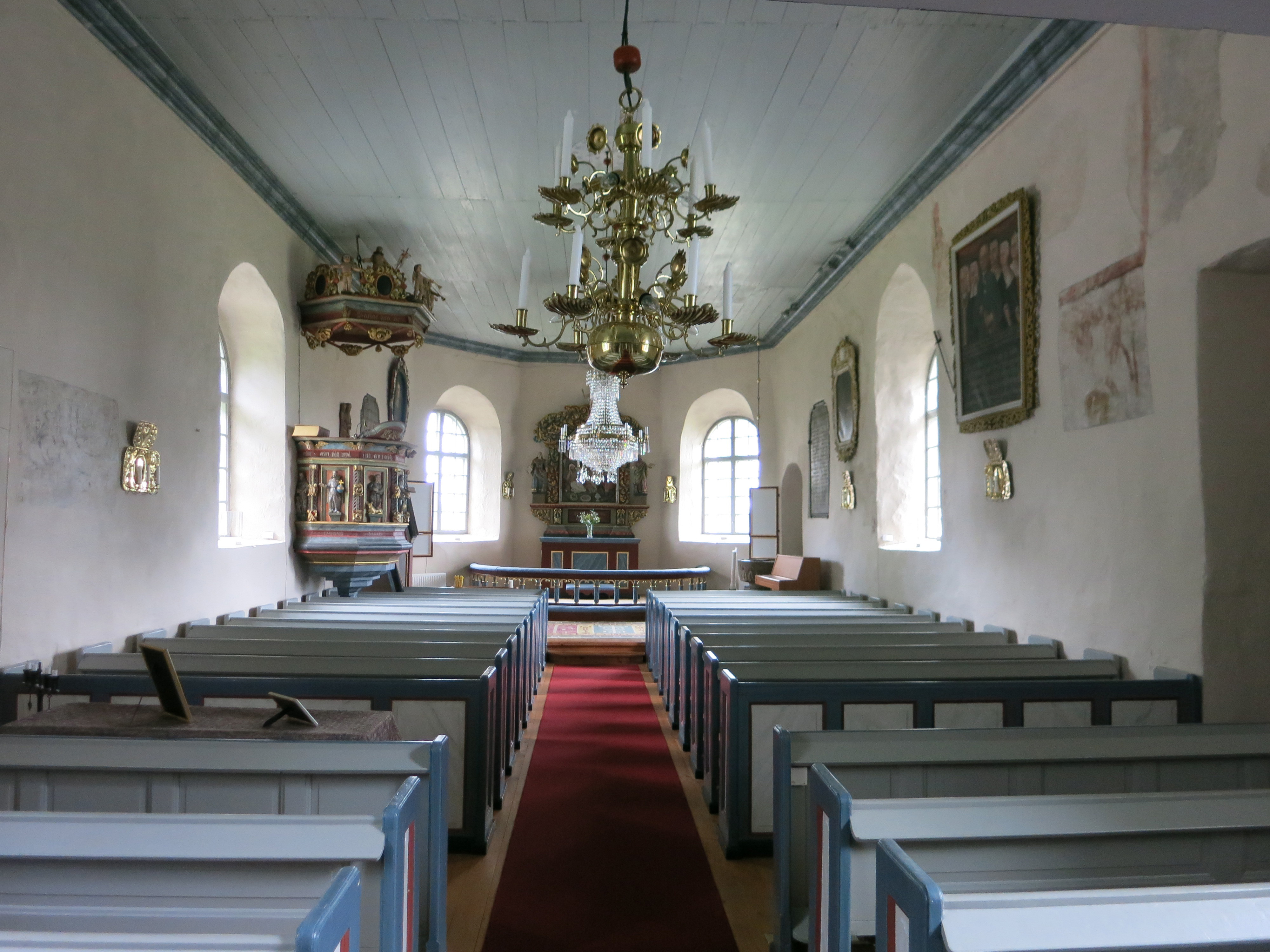
Interiör mot altaret.
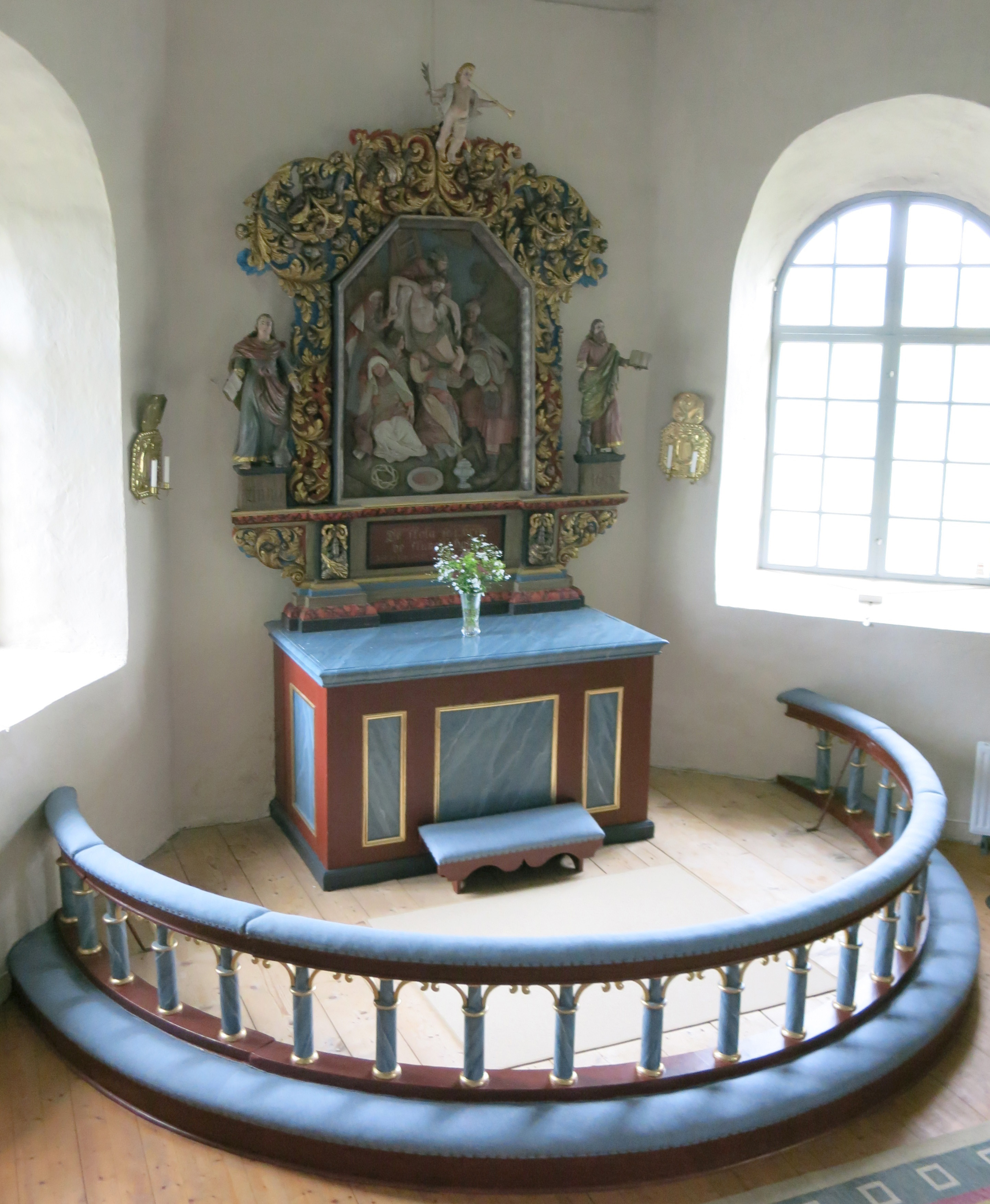
Altaret.
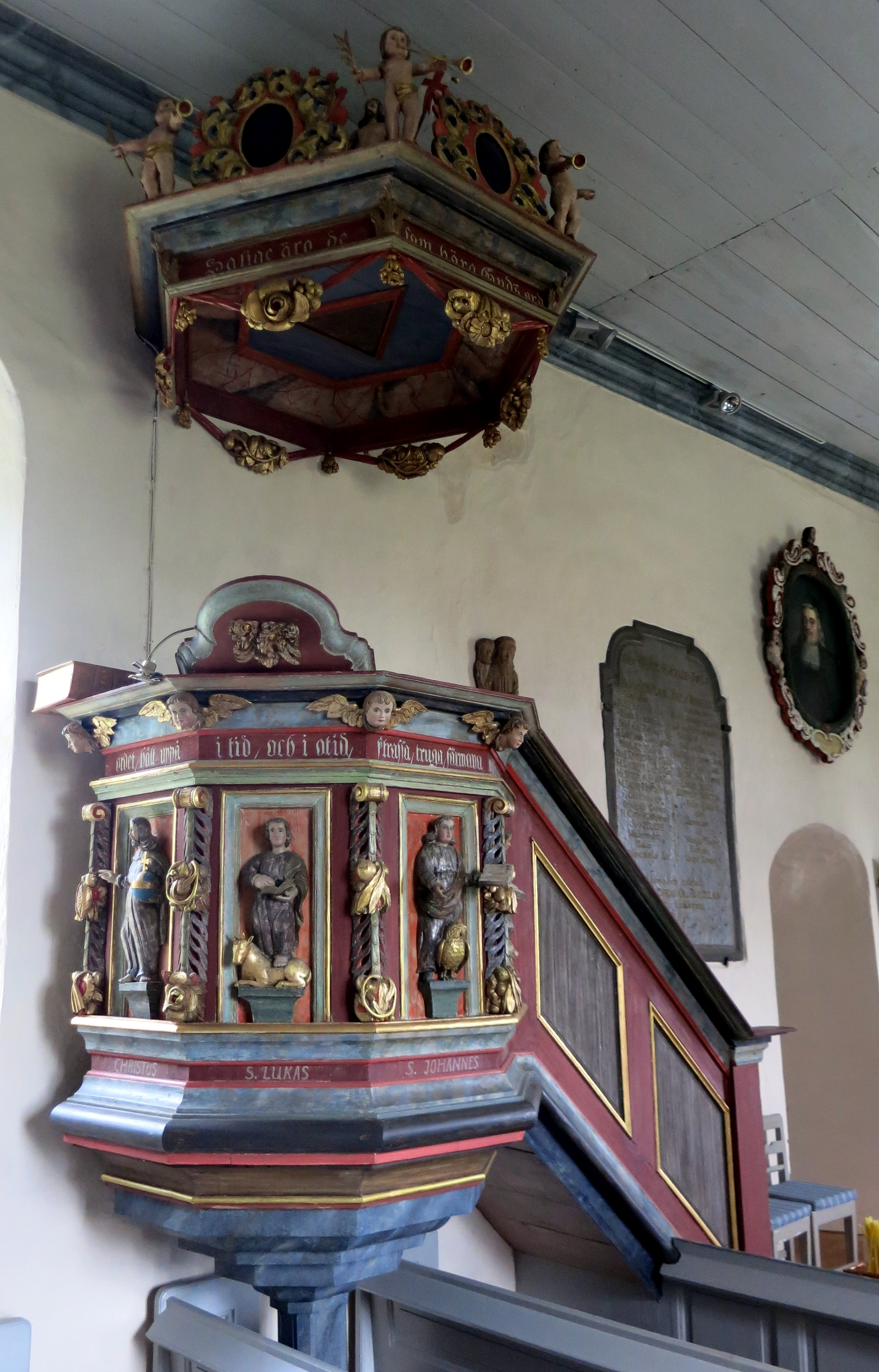
Predikstolen.
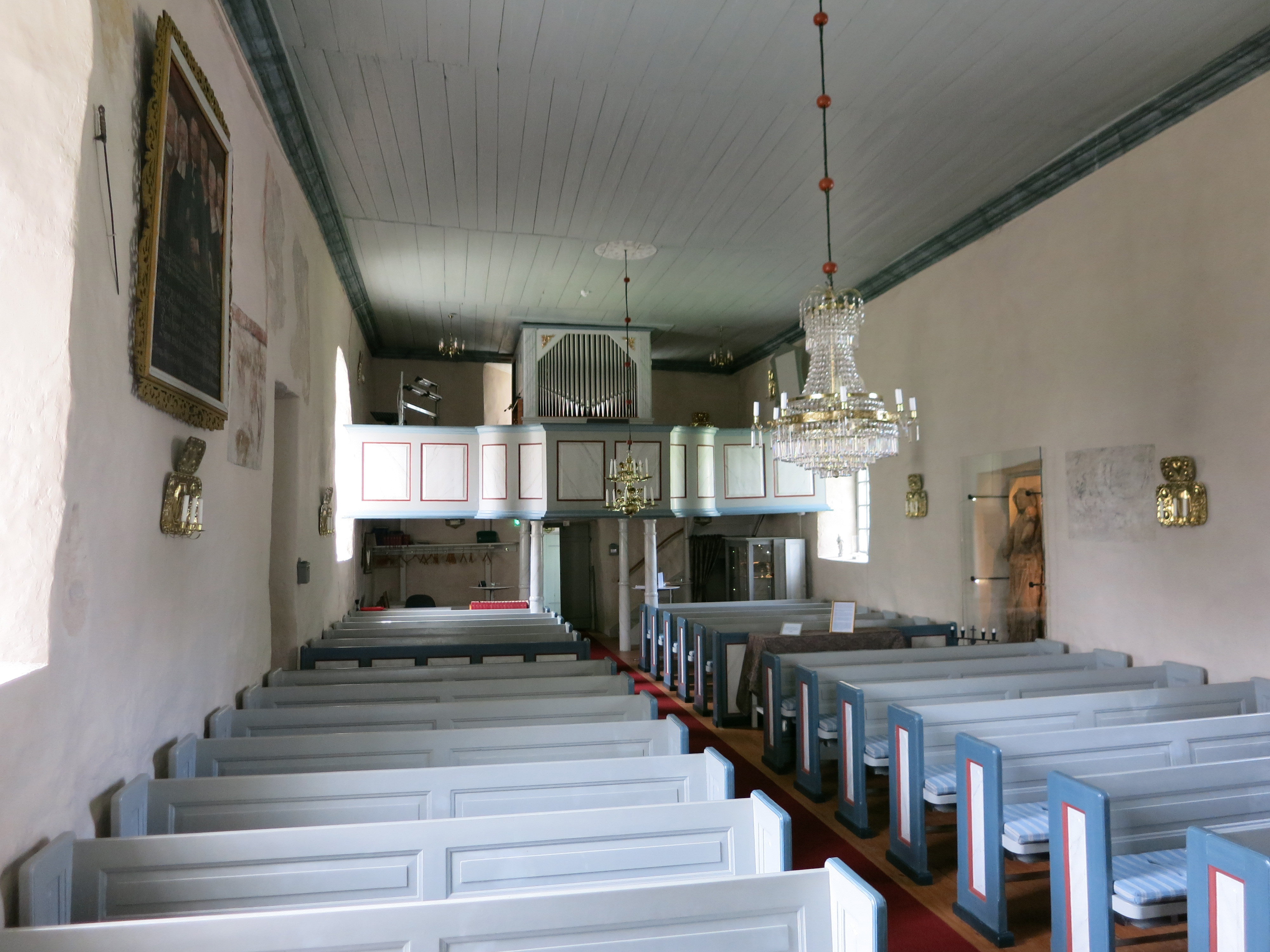
Interiör mot orgelläktaren.
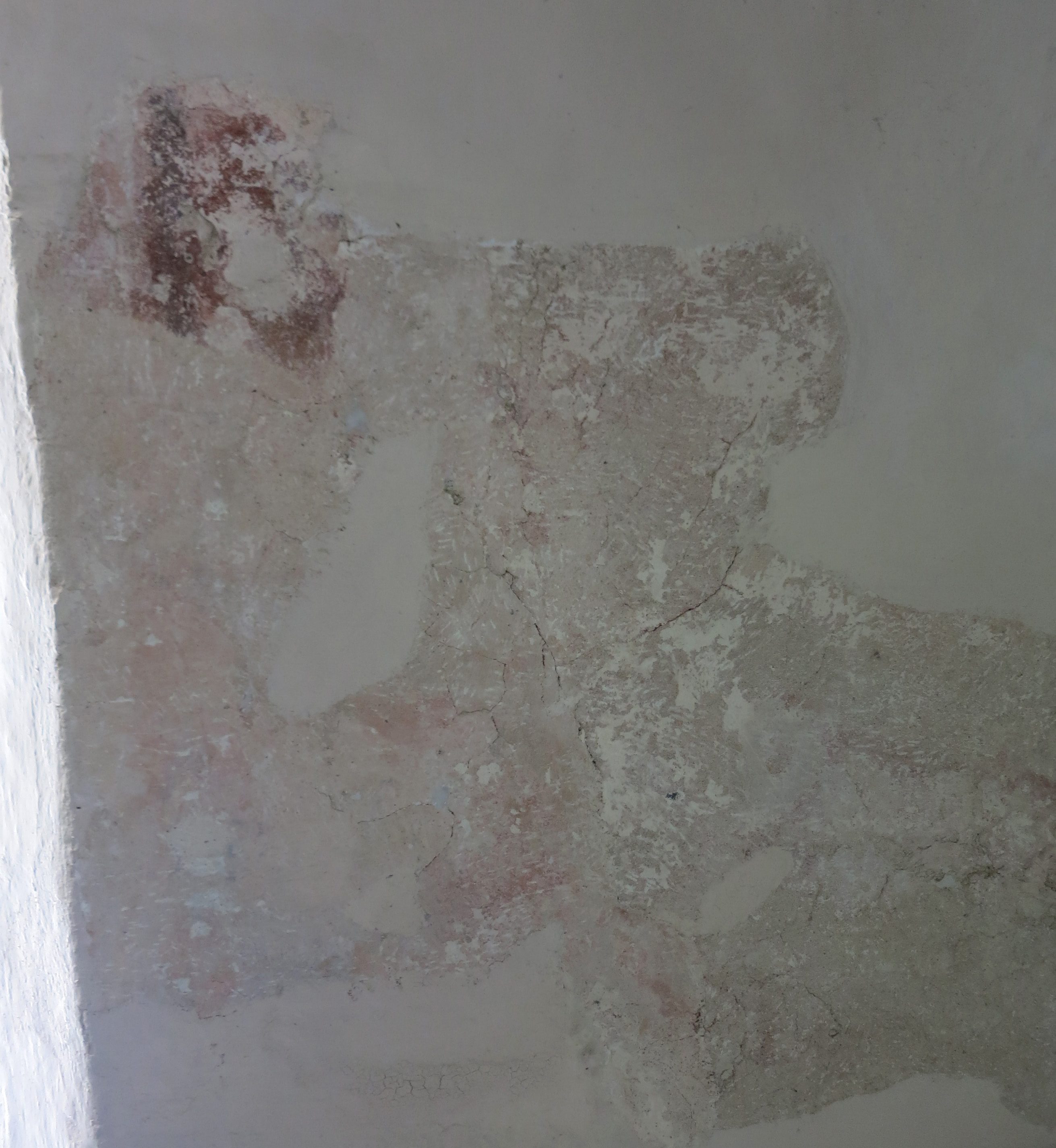
Fragment av kalkmålning.